# Richard Francis Burton
Richard Francis Burton, född 19 mars 1821 i Torquay, Devon, död 20 oktober 1890 i Trieste, var en brittisk upptäcktsresande, översättare, författare, soldat, orientalist, etnolog, lingvist, poet, fäktare och diplomat. Han är känd för sina resor och upptäckter i Asien och Afrika, samt sin extraordinära kunskap inom språk och kultur. Enligt en räkning talade han 29 europeiska, asiatiska och afrikanska språk.

## Resor
Efter en uppväxttid tillbringad under en mängd resor och en kort tid vid Trinity College i Oxford, inträdde Burton 1842 i indisk militärtjänst. Under sin 7-åriga tjänstetid utförde han flera geografiska och etnografiska studier av den muslimska befolkningen i Indien, och lärde sig där hindi, arabiska och persiska jämte en del andra språk. Efter hemkomsten skickades han av Royal Geographical Society till Arabien och gjorde 1853, förklädd, en pilgrimsresa (hajj) till Mecka och Medina (platser som är förbjudna för icke-muslimer), men fick inte tillfälle att studera övriga delar av Arabiska halvön.
År 1854 sändes han av indiska regeringen på en äventyrlig resa till Somaliland, där han besökte Harar, tjänstgjorde 1855 vid Dardanellerna under slutet av Krimkriget, och återvände 1856 till Afrika för att organisera en expedition som finansierades av Royal Geographical Society för att finna Nilens källa. År 1858 nådde han tillsammans med John Hanning Speke Tanganyikasjön och Viktoriasjön.
År 1861 övergick Burton till konsulattjänst och blev brittisk konsul på Fernando Pó, förflyttades 1865 till Santos, 1869 till Damaskus och 1871 till Trieste, där han stannade till sin död. Under tiden fortsatte han även sina forskningsresor och besökte 1876–77 Midian och 1881–82 Guldkusten.

## Verk

### Reseskildringar
Burton skrev en rad reseskildringar från sina resor. Bland dessa märks A personal narrative of a pilgrimage to Al-Madinah and Meccah (1855), First footsteps in Eastern Africa, or an exploration of Harar (1856), The lake regions of Central Africa (1860), Unexplored Syria (tillsammans med Christian F. Tyrwitt Drake, 1872) och The land of Midian (1879).

### Översättningar
Burton översatte även den arabiska sagosamlingen Tusen och en natt till engelska 1885–88, liksom den klassiska, indiska kurtis- och sexuallivsmanualen Kama Sutra (1883) tillsammans med Forster Fitzgerald Arbuthnot och efter en fransk utgåva den arabiska sexuallivsmanualen Den doftande trädgården (1886). Flera av verken beskars kraftigt på grund av sitt ofta ganska frispråkiga innehåll. Efter hans död brände änkan Isabel många av hans efterlämnade översättningar, däribland en uppföljare till Den doftande trädgården, den ursprungliga bokens sista kapitel vilket handlade om pederasti. Hans tolkningar av Catullus samlade dikter utgavs emellertid postumt 1894.
Hans Falconry in the Valley of the Indus är översatt till svenska av Bertil Falk som Falkenering i Indusdalen.